# Флак 88
Флак 88 је био немачки противавионски топ коришћен у току Другог светског рата.
Произведен је у Круповим фабрикама, у више варијанти. Заправо Флак 88 је назив за више различитих подтипова оруђа. Подтипови су Флак 18, флак 36, Флак 37, Флак 41 и Флак 37/41.
Коришћени су у јединицама противваздушне одбране, али и у другим улогама. Најпознатија друга улога је била противтенковска; Флак топови су имали знатно већи домет од сваког тенковског оруђа којим су располагали савезници, тако да би захваљујући великом калибру сваки савезнички тенк страдао од овог оруђа. Касније у току рата, овај тип топа је уграђиван и у тенкове Тигар и Краљевски Тигар, као и у самоходне оклопљене топове (Panzerjäger) типа Јагдпантер и Јагдтигар.
Оруђе се налази на четворокраком постољу, од ког се никад не одваја. У транспорту се два крака савијају нагоре, те се на два права крака монтира по један пар точкова на посебној приколици.
Цео овај састав је тегљен са полугусеничаром. Био је тежак 4920 килограма.
У одређеним условима, топ је коришћен у противтенковској улози са приколице, те је на тај начин постизао велики степен покретљивости. У противтенковској улози топ је био опремљен оклопним штитом за посаду. Касније, у току рата, развијене су посебне верзије овог топа искључиво намењене за противоклопну борбу које су такође биле опремљене оклопним штитом за посаду и које су биле знатно ниже од противавионске верзије што их је учинило лакшим за сакривање и камуфлирање.

## Борбена употреба
Убрзо након битке код Араса 21. маја 1940. године проширила се гласина да је немачки генерал Ервин Ромел спасио немачке снаге које су се тамо бориле тако што је први пут у историји ратовања употребио против британских тенкова противавионске топове од 88 mm - и што се први сетио да то учини. Тешко је објаснити како се таква гласина могла проширити. Јер, ти противавионски топови били би неупотребљиви у борби против тенкова да већ од раније нису били снабдевени тзв. панцергранатама (нем. panzergranate) - специјалним зрнима за пробијање оклопа.
Битно је истаћи да су многи немачки топови, а не само модел калибра 88 mm били снабдевени муницијом за борбу и против авиона и против тенкова. Још 1938. год. Адолф Хитлер је показао посебно интересовање за могућност употребе противавионских топова од 88 mm против циљева на земљи. Током тзв. каталонске офанзиве 1938/1939. године, за време Шпанског грађанског рата, коју су изводиле франкистичке снаге, тенкови су вукли баш те топове од 88 mm, а једна каснија анализа је показала да је чак 90% њихових пројектила било употребљено против циљева на земљи, а не против циљева у ваздуху. У бици код Илзе, у Пољској 1939. године, немачки 22. противавионски пук (нем. 22 Flakregiment) је осто без панорамских даљинометара, а случајно и без радио-везе, те је био послат у акцију као артиљеријска јединица. У тој бици су осим топова од 88 mm учествовали и противавионски топови копнене војске калибра 20 mm. Такође су коришћени и против утврђења пољске војске код града Николаија, где се показало да су пољски бункери и утврђене зграде веома неотпорни на панцирне пројектиле против авионског топа калибра 88 mm. Током кампање у Пољској Луфтвафе (нем. Luftwaffe) је изгубила 195 припадника посада противавионских батерија које су се бориле као обична, пољска артиљерија, тј. биле су коришћене против циљева на земљи.
Ипак главна намена овог оруђа је била противавионска борба. Оруђа су имала вертикални домет од 8 до 15 километара, зависно од типа, док је хоризонтални домет био између 14 и 20 километара, зависно од типа. Увежбана посада је била способна да испали до 25 граната у минути (тип 41).
Дужина цеви је била од 4,93 метара до 7,74 метара (ово посебно на типу 41, који је у суштини био непокретан, и коришћен у одбрани градова, на припремљеним противавионским положајима).

## Тип 41
Готово искључиво коришћен за одбрану немачких градова, у великим батеријама.
Батерије су се састојале од великих рефлектора за претрагу ноћног неба, командне станице, коморе и топова. Комплексна електрика уграђена у топове је посади давала, на основу положаја светла, координате за паљбу, на које се нишанџија усмеравао. На дату команду, целокупна батерија би осула паљбу по одређеној тачки на небу. Гранате су биле темпиране на одређену висину, те је висина дејства ПВО била зона у којој пилоти немачког ратног ваздухопловства нису летели, док су испод и изнад зоне уништења улазили у борбе са непријатељским летелицама.
Један примерак Флак 88 топа се налази испод Војног музеја на Калемегдану. Цев овог конкретног примерка је намерно оштећена током превођења у музејски експонат. Овај топ је вероватно коришћен током 1943. и 1944. на подручју Шумадије за дејство по савезничким бомбардерским формацијама на путу до рафинерије нафте у Плоештију, Румунија, која је у другој половини рата била главни извор нафтних деривата Трећег рајха.
Спекулише се да је ЈНА у склопу ратне репарације од Немачке добила одређени број топова Флак 88, калибра 128 милиметара, задњег типа произведеног, који су у ЈНА коришћени у улози обалске артиљерије на јадранској обали. Наводно су још у служби, и то на фиксним положајима у околини Бара и Херцег Новог.